# Rei Wu de Zhou
El Rei Wu de Zhou (xinès tradicional: 周武王, xinès simplificat: 周武王, pinyin: zhōu wŭ wáng) o Rei Wu de Chou va ser el primer sobirà, o governant de la Dinastia Zhou xinesa. Les dates del seu regnat són 1046-1043 aEC o 1049/45-1043 aEC (Cambridge History of Ancient China). Diverses fonts citen que morí a l'edat dels 93, 54 o 43 anys. Era considerat un líder just i capaç. Zhou Gong Dan va ser un dels seus germans.
El Rei Wu era el segon fill del Rei Wen de Zhou. Després d'ascendir al tron, el Rei Wu tractà d'aconseguir l'últim desig del seu pare: la derrota de la Dinastia Shang, a la batalla de Muye el 1046 aC, amb el suport de Shu, fent que el rei Zhou de Shang es suïcidés, i va conferir títols als nobles del seu domini, inclosos els governants dels Yan. El Rei Wu va emprar molts funcionaris de govern savis—de forma més notable el Primer Ministre Jiang Ziya, un home evidentment declarat com "el mestre de l'estratègia"—donant com a resultat que el govern Zhou es feia molt més fort rere de cada any transcorregut.